# カルビー
カルビー株式会社（英: Calbee, Inc.）は、東京都千代田区丸の内に本社を置く、日本のスナック菓子メーカー。シリアル食品（グラノーラ）なども製造・販売している。

## 会社概要

### 沿革
1949年（昭和24年）、広島県広島市（現在の南区宇品）にて、松尾糧食工業株式会社として設立。
1955年（昭和30年）現在の会社名のカルビーに変更。カルビーは、当時の日本人に不足しているとされたカルシウムの「カル」と、ビタミンB1の「ビー」を組み合わせた造語である。
1964年（昭和39年）に発売された、瀬戸内海の小海老を使った「かっぱえびせん」がヒット商品となり、カルビーの名が知られるようになる。仮面ライダーのカード付きスナック菓子や、藤谷美和子を起用した「カルビーポテトチップス」のCMでも話題になった。1973年（昭和48年）に本社を広島から東京に移転。
2005年（平成17年）には3代続いた同族経営をやめて、創業家外の社長兼CEO・CIOとして、中田康雄が就任。バランスト・スコアカード（BSC）を経営に積極活用し、BSCを用いて立てた仮説を検証するために、“経営の見える化”を図った。2009年（平成21年）6月には米ペプシコの全額出資子会社であるジャパンフリトレーの買収を発表。「ドリトス」などトウモロコシを材料とする商品で強みを持つジャパンフリトレーを傘下に加えることで、ポテト関連商品の割合が70%を超える同社が新たに成長軌道を描くための基盤を整えた。同時にペプシコが、子会社のフリトレー・グローバル・インベストメンツ社（オランダ法人）を通じて、カルビーの株式を20%取得し大株主となった。
2009年6月24日より伊藤秀二に代表取締役社長をバトンタッチするとともに、松尾雅彦の指名により、会長兼CEOとして、ジョンソン・エンド・ジョンソンの代表を務めた松本晃を迎えた。同時に社外取締役制度の強化を図り、カゴメ相談役喜岡浩二やキッコーマン取締役会議長茂木友三郎、一橋大学教授一條和生を招聘した。

### 年表

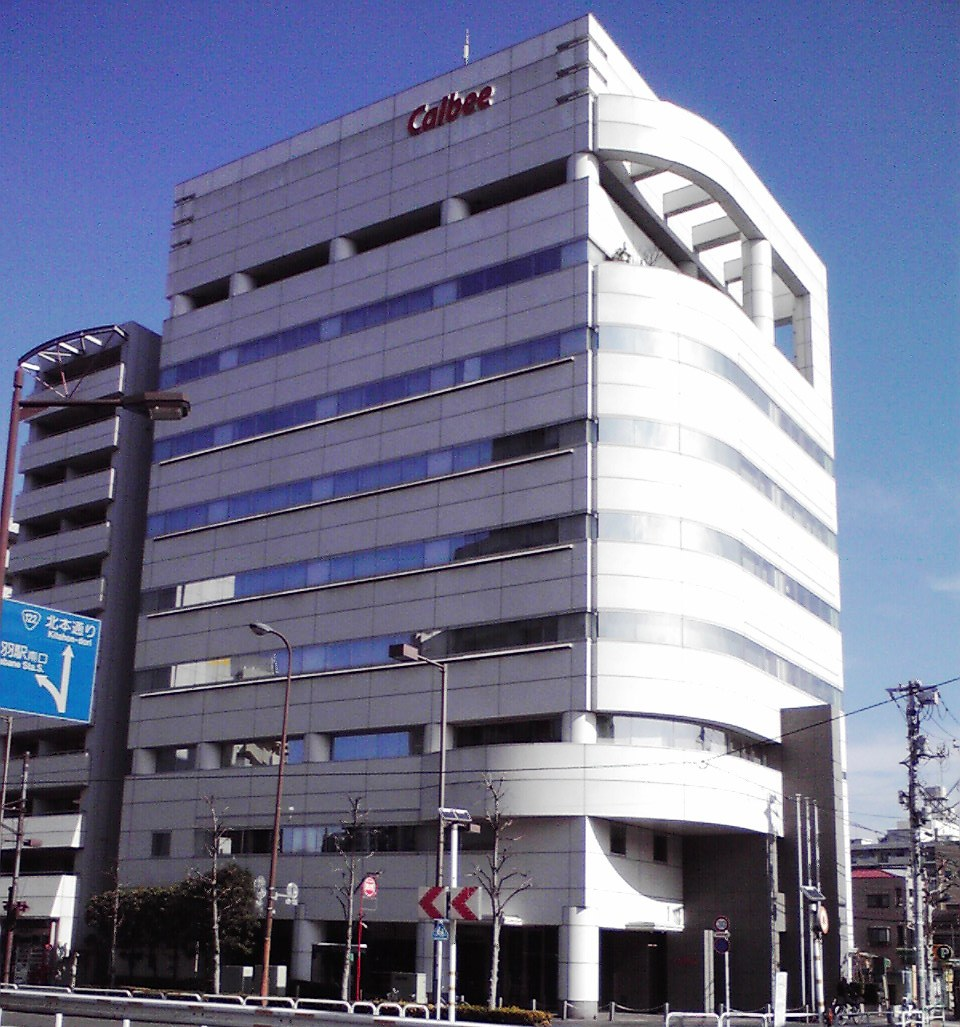
カルビー旧本社ビル（北区赤羽南一丁目）。現在はPALTAC東京支社。

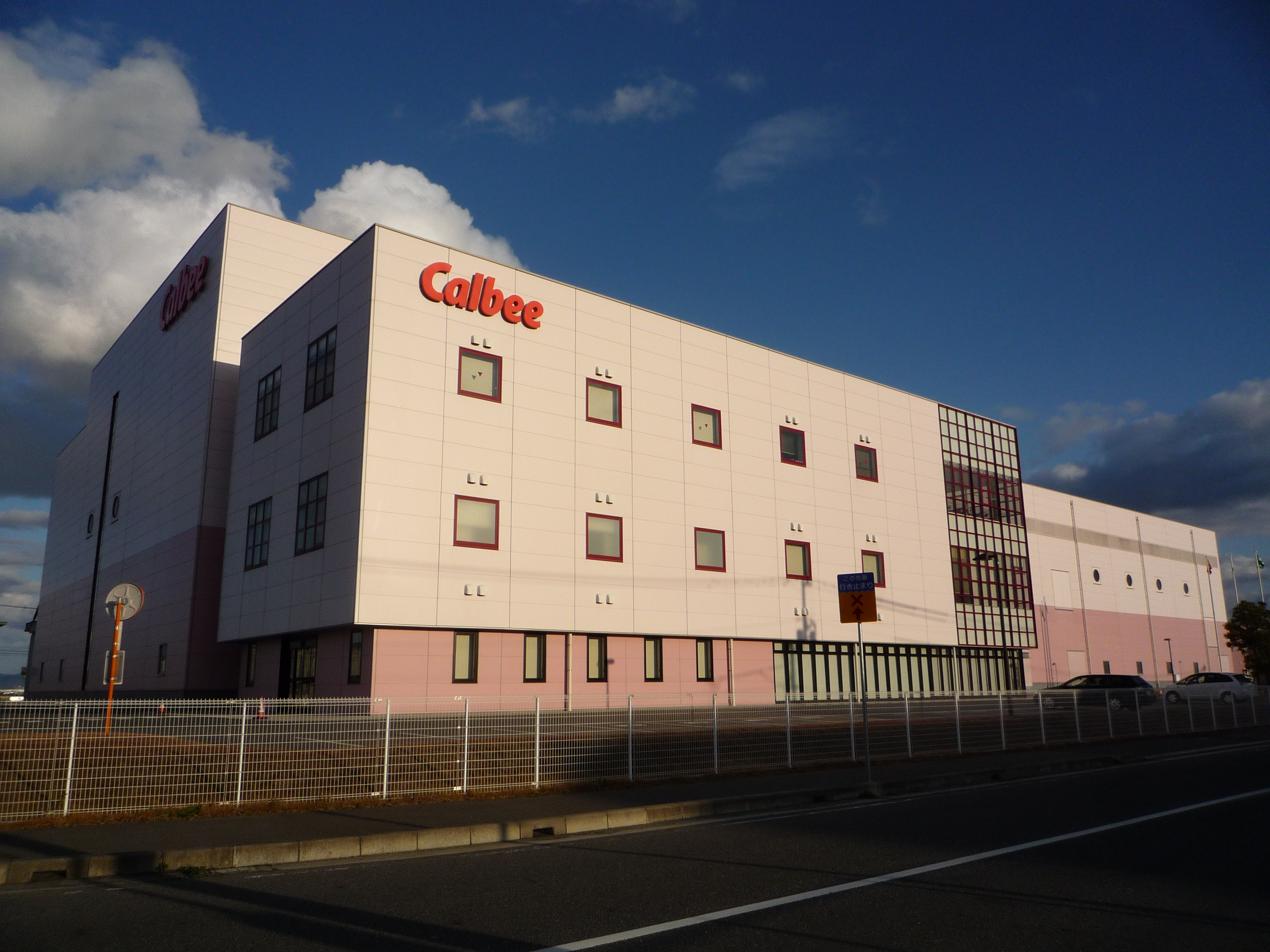
カルビー広島工場東棟

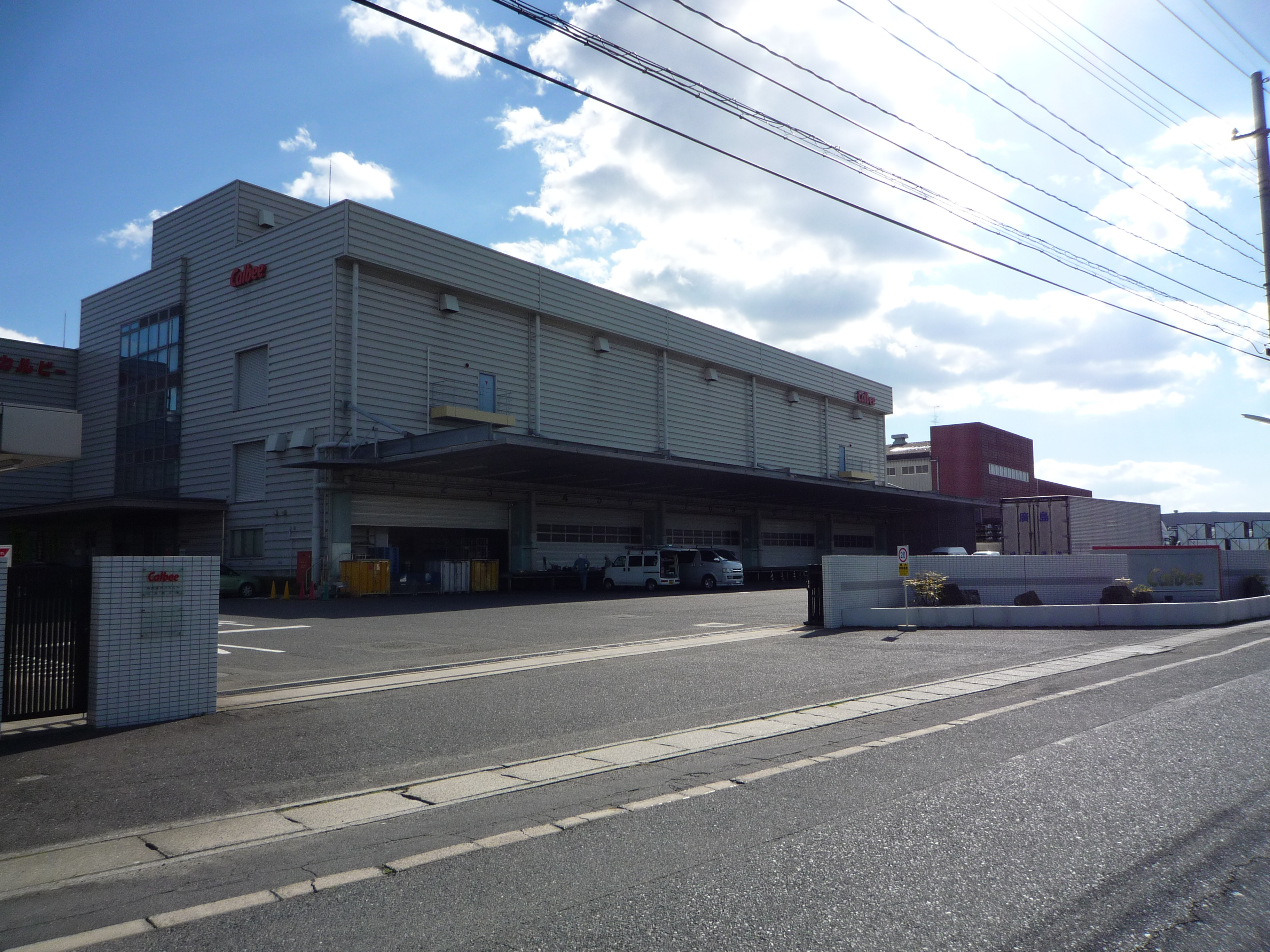
カルビー広島工場西棟

- 1949年（昭和24年） - 広島に松尾糧食工業株式会社を設立。
- 1955年（昭和30年）
  - 商号をカルビー製菓株式会社に変更。
  - 「かっぱあられ」（日本初の小麦粉によるあられ）を発売。
- 1964年（昭和39年） - 「かっぱえびせん」を発売。
- 1968年（昭和43年） - 宇都宮工場を操業。
- 1969年（昭和44年） - 千歳工場（現在の北海道工場）を操業。
- 1971年（昭和46年） - 「仮面ライダースナック」を発売。
- 1972年（昭和47年）
  - カルビー食品株式会社を設立。
  - じゃがいもを原料にしたスナック菓子「サッポロポテト」を発売。
- 1973年（昭和48年）
  - 6月20日 - 本店を広島市宇品御幸一丁目12番23号から東京都北区東十条六丁目1番15号に移転。広島の旧本店は支店に変更。
  - 12月27日 - 商号をカルビー株式会社に変更。
  - 「仮面ライダーV3スナック」を発売。
  - 「プロ野球スナック」を発売。
- 1975年（昭和50年）
  - 鹿児島工場、下妻工場を操業。
  - 「カルビーポテトチップス」を発売。（当初は内容量90グラム[注釈 2]で定価100円）
- 1976年（昭和51年） - 宇都宮第2工場、滋賀工場（現在の湖南工場）を操業。原料部門が独立し、カルビーポテト株式会社を設立。
- 1982年（昭和57年）2月22日 - 本店を東京都北区赤羽南一丁目20番1号に移転。
- 1983年（昭和58年） - 各務原工場を操業。
- 1986年（昭和61年） - 広島西工場（現在の広島工場西棟）を操業。
- 1988年（昭和63年） - シリアル食品市場に参入。
- 1989年（平成元年） - シリアル製造の清原工場を操業。
- 1990年（平成2年） - スナックフード・サービス株式会社を設立。
- 1991年（平成3年）
  - F1世界選手権に参戦するティレルにスポンサードを開始（1994年シーズンまで）。同時にアルファベットで「CALBEE」表記のロゴマークを制作する[7]。
  - 東京研究開発センターを開設。
- 1992年（平成4年） - 「ピザポテト」発売。
- 1993年（平成5年） - 「堅あげポテト」発売。
- 1994年（平成6年）
  - VIの導入で、社名ロゴを「Calbee」に改める[7]。
  - 旧本社ビルが完成。
- 1995年（平成7年）
  - 新宇都宮工場を操業。
  - 「じゃがりこ」を発売。
- 1996年（平成8年） - ガーデンベーカリー株式会社を設立。
- 1999年（平成11年） - 綾部工場（現在の京都工場）を操業。じゃがいも不作により「ポテトチップス」を価格据え置きで100グラム→90グラムに減量。2世代目のカルビーポテト丸の竣工。
- 2000年（平成12年） - 株式会社カルナックを設立。
- 2004年（平成16年）
  - シリアル製造部門が独立し、オイシア株式会社を設立。
  - 研究開発の拠点となるR&DDEセンター（現在の研究開発本部）を設立。
- 2005年（平成17年） - 滋賀工場が独立し、カルビー湖南株式会社（現在のカルビー・イートーク株式会社）を設立。
- 2006年（平成18年）
  - 「じゃがビー」（Jagabee）を発売。
  - 旧広島工場（宇品）を閉鎖し、現広島工場（現在の広島工場東棟、廿日市市）創業。
- 2007年（平成19年） - 「ポテトチップス」のコンビニ専用サイズを従来の90グラムから85グラムに減量。参考価格は税抜き140円。コンビニ以外サイズは70グラムから65グラムへ減量。参考価格は消費税抜き100円。
- 2009年（平成21年） - ペプシコと業務・資本提携を締結、ペプシコがカルビーの発行済み株式を20%取得し、カルビーがジャパンフリトレーを完全子会社化する[4]。「ポテトチップス」のコンビニ以外サイズを従来の65グラムから60グラムに減量。参考価格は税抜き100円。
- 2010年（平成22年） - 本社を現在地（丸の内トラストタワー本館）に移転[8]。旧本社屋はその後、吉野家ホールディングスの本社として2016年1月まで使用されたのち、同年11月よりPALTAC東京支社となっている。また、2008年11月より「ポテトチップス」のコンビニ専用サイズが158円（85グラム、税込参考価格）となっていたが、値下げされ148円となった。
- 2011年（平成23年）3月11日 - 東京証券取引所1部上場。[注釈 3]
- 2012年（平成24年） - 世界最大のポテトチップス（501キログラム）を作成し、ギネス世界記録に認定。
- 2013年（平成25年） - 2004年に独立させたオイシア株式会社を吸収合併。
- 2015年（平成27年）秋 - 同社初となる筒入り型「ポテトチップス クリスプ」を発売[9]。
- 2019年（令和元年）5月6日 - 「ポテトチップスコンソメパンチ」40周年を記念して、「ポテトチップスコンソメ肉パンチ」と「ポテトチップスコンソメ野菜パンチ」が発売。
- 2020年（令和2年） - カルビー（中国）管理有限公司（中国上海市）を設立。株式会社ポテトかいつかを100%子会社化[10]。
- 2022年（令和4年）以降 - 「ポテトチップス」コンビニ向け80グラム、コンビニ以外60グラムともに2022年上旬、2022年9月、2023年6月に原材料費高騰を理由に値上げ。2023年7月現在で、80グラムが参考価格170円前後（税抜）、60グラムが参考価格160円前後（税抜）となっている。
- 2024年（令和6年）4月1日 - 東京ディズニーリゾートを運営しているオリエンタルランドとの間でスポンサー契約を締結。東京ディズニーランドのレストランであるキャンプ・ウッドチャック・キッチン、東京ディズニーシー「ファンタジースプリングス」[注釈 4]のレストランであるアレンデール・ロイヤルバンケットとスナグリーダックリングを提供する[11]。スナグリーダックリングでは、チーズバーガーやエビカツバーガーなどが展開されており、どれも絶品である。

## 運送
北海道の1,300のジャガイモ畑と契約している。専用の運搬船「ポテト丸」（現在運用されているのは2017年に就航した3代目）や、トラック、鉄道貨物で、本州等の工場へと運搬される。

## 拠点

### 工場
括弧内は製造所固有記号。
- 北海道工場（C）：北海道千歳市
- 小清水工場

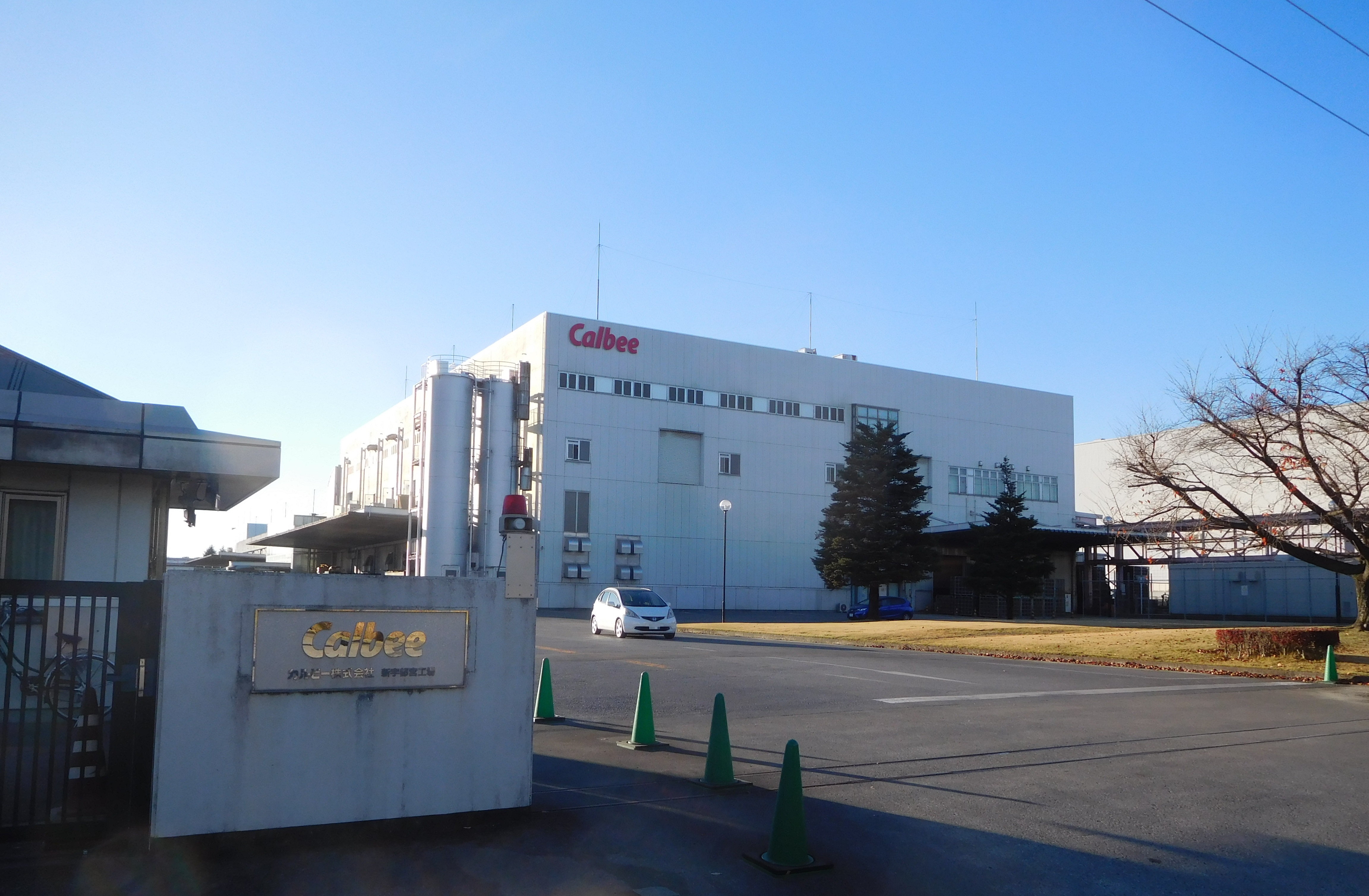
新宇都宮工場（NU）

- カルビーポテト帯広工場（P）：北海道帯広市
- 帯広工場（p）：北海道帯広市
- 北海道フーズ（S）：北海道河東郡士幌町
- 下妻工場（I）：茨城県下妻市
- 新宇都宮工場（NU）：栃木県宇都宮市
- 清原工場（OI・KI）：栃木県宇都宮市
- R&Dセンター（R）：栃木県宇都宮市
- ポテトフーズ東松山工場（Y）：埼玉県東松山市
- 各務原工場（G）：岐阜県各務原市
- 湖南工場（B・b）：滋賀県湖南市
- カルビー・イートーク湖南工場（E）：滋賀県湖南市
- 京都工場（A）：京都府綾部市
- 広島工場東棟（H）：広島県廿日市市
- 広島工場西棟（M）：広島県廿日市市
- 鹿児島工場（K）：鹿児島県鹿児島市

### 開発拠点
- カルビーフューチャーラボ（CFL）：広島市[13]。

### 直営店
下記の情報は公式サイトによる。
- Calbee＋（カルビープラス）：アンテナショップ。
- Yesterday's tomorrow（イェスタディズ・トゥモロー）：日本各地の菓子メーカー約120社の製品を販売[広報 1]。
- その他：
  - GRAND Calbee（グランカルビー）：大阪市の阪急百貨店うめだ本店地下1階。
  - スナックキッチン my Calbee（マイカルビー）：広島県廿日市市のゆめタウン廿日市内。
  - Calbee kitchen（カルビーキッチン）：神奈川県の東名高速道路・海老名サービスエリア（下り）内。

## CI
現在（2006年〜）のコーポレートメッセージは、「掘りだそう、自然の力。」 。
1976年から2005年までは「健康とまごころをお届けする。」。当時の提供番組であった『まんが日本昔ばなし』『おはよう!ナイスデイ』『青春ファンタジア 菊池桃子 あなたと星の上で』の提供企業紹介で読まれていた。

## 商品一覧
- かっぱえびせん
- こんがりトースト焼き焼き
- カルビーポテトチップス：地域限定商品を含めると年間で約200種類が販売されている[15]。
  - ピザポテト
  - チーズポテト
  - ルイジアナ

1983年発売。カルビー初の厚切りウェーブカット。
  - エスニカン

1986年〜1993年に発売。当時の激辛ブームに乗せて発売。2018年3月12日から復刻版を発売（5月下旬までの期間限定発売の予定）[16]
  - グリルビーフ

1987年〜1993年に発売。2018年3月12日から復刻版を発売（5月下旬までの期間限定発売の予定）[16]
  - お好み焼きチップス

1989年〜1993年に発売。前身は「OKONOMI CHIPS」。2018年3月12日から復刻版を発売（5月下旬までの期間限定発売の予定）[16]
  - ポテリッチ　こだわりの黒こしょう味

お酒のつまみに合うポテトチップスをローソンで2012年3月20日に限定で発売。
  - ポテトチップス 贅沢バニラ

冷やして食べるとうまいポテトチップスがコンビニで2012年4月16日に、コンビニ以外では4月30日に期間限定で発売。
  - 堅あげポテト

昔ながらの釜揚げ製法で製造された厚切りにして堅めの食感を持ったオールドスタイルのポテトチップス。
  - 極ぎゃが（きわじゃが）

3.5ミリメートルと厚めにカット。2017年発売[広報 2]。
  - ポテトチップス47都道府県の味（地元チップス）。各都道府県の地元の味を再現したポテトチップスを数量限定・期間限定で発売[広報 3]。
- サッポロポテト
- じゃがりこ
- miino（ミーノ）
- じゃがポックル（地域限定）
- 野菜スナック（サッポロポテトつぶつぶベジタブル、さやえんどう、ベジたべる、ベジップスなど）
  - チーズビット（春夏限定）
  - おさつスナック（秋冬限定）
- フルグラ（フルーツグラノーラ）
  - フルグラ くるみ＆メープルシロップ味（2015年10月12日発売、2015年度秋・冬限定販売）[17]

機能性表示食品としても展開。[18]
- Oh! おつまみ
- カード付きスナック・ポテトチップス
  - 仮面ライダースナック

1999年に復刻版として「仮面ライダーチップス」が発売される。第2弾カードにレアカードが続出、オークションで高値売買される。
  - 仮面ライダーV3スナック

『仮面ライダー』放送終了後に後継商品として発売された、後に発売されるおさつクッキーと同じ物を採用。
  - プロ野球チップス
  - Jリーグチップス
  - サッカー日本代表チームチップス

※この3つの商品は、トレーディングカードがおまけに必ず付いてくることで人気のロングセラー商品。当たり（＝ラッキーカード）が出ると、当たり1枚でカードを収納するアルバム、2枚で全選手サイン入りカードが貰える。
  - ドラえもんチップス
  - 忍者ハットリくんチップス
  - パーマンチップス
  - ドラハッパーチップス
  - 5きげんチップス（ドラえもん、忍者ハットリくん、パーマン、オバケのQ太郎、プロゴルファー猿の5作品）

※この5つの商品もカード付きで当たりが出るとカードアルバムが貰える。1980年代前半の藤子不二雄劇場の放送に合わせて発売された。なお、ドラえもんチップスは2014年に再発売された。
  - カルビーポテトチップス 新世紀エヴァンゲリオン
- コラボ商品
  - ポテトチップス
  - 特選丸大豆しょうゆ味（キッコーマンとの提携商品）
  - しおとごま油風味（かどや製油との提携商品）

## テレビ番組
- 日経スペシャル カンブリア宮殿 快進撃のスナック菓子の王者! ダントツを目指す攻めの経営（2012年8月30日、テレビ東京）- カルビー 会長 松本晃出演[19]。
- プロフェッショナル 仕事の流儀 まっすぐ稼げ!飽くなき野心 経営者・松本晃（2017年10月2日、NHK総合）[20]。

## 提供番組

### 現在
- テレビ
  - 報道ステーション（テレビ朝日、『ニュースステーション』（一時期、降板した時期あり）時代から提供していたが、広告戦略の見直し[注釈 5]に伴い2014年9月30日をもって再び降板。後任はフォーラムエンジニアリング）
  - マスターズゴルフ（TBS系列、2011年は提供クレジットのみ）

### 過去
- テレビ
  - 土曜スーパースペシャル（日本テレビ）
  - 天才!志村どうぶつ園（同、2010年4月から2014年9月まで、日本テレビでは『笑点』以来約8年ぶりの提供）
  - 笑点（同、1985年頃から2001年9月30日まで。提供枠は1985年頃から1992年頃までは60秒、同年から2001年9月30日までは30秒。1990年代は同じく食品メーカーの桃屋も提供していた時期もあった。翌週以降は救心製薬に交代）
  - ザ!鉄腕!DASH!!（同、2012年4月から2013年3月まで）
  - カックラキン大放送!!→カックラキン決定版!（同、『-大放送!!』の第2期、『-決定版』まで一貫して提供）
  - 仮面ライダー（毎日放送、1971年から1973年まで提供[注釈 6]）
  - まんが日本昔ばなし（同、1976年から1994年まで提供）
  - カルビーミュージックザ・イーング（同、一社提供）
  - おはよう!ナイスデイ（フジテレビ）
  - フジテレビ系列日曜19時枠のアニメ（同）
    - タッチ→陽あたり良好!→キテレツ大百科→こちら葛飾区亀有公園前派出所（途中降板。『キテレツ大百科』では同じく食品メーカーのはごろもフーズ・桃屋も提供。）

  - 志村けんのだいじょうぶだぁ（同）
  - 邦ちゃんのやまだかつてないテレビ（同）
  - 明石家マンション物語（同）
  - とんねるずのみなさんのおかげでした（同）
  - はねるのトびら（同）
  - ピカルの定理（同）
  - サザエさん（同、正式提供は1998年11月8日から2014年9月28日まで、それまではヒッチハイクだった）
  - 世界行ってみたらホントはこんなトコだった!?（第3期）（同）
  - ザ・ベストテン（TBS）
  - TBS火曜8時枠の連続ドラマ（同）
  - ザ・ロードショー→火曜ロードショー→火曜ビッグシアター（同）
  - 学校へ行こう!→学校へ行こう!MAX （同）
  - リンカーン（同、2006年4月から2008年9月まで提供）
  - ミュージックステーション（テレビ朝日）
  - ハーイあっこです（同）
  - ビデオあなたが主役（同）
  - ドラえもん（同、1989年頃まで提供）

ほか多数。
- ラジオ
  - カルビープレゼンツ Bonjour L'Arc〜en〜Ciel
  - カルビープレゼンツ ユースケ・サンタマリアのTHE おとばん
  - 紀の国寄席（和歌山放送）[21]

また、かつてTBSラジオの時報スポンサーを務めていたことでも知られる。

## CM出演者（過去の出演者も含む）
掲題について、以下に出演者の一例を記述する。

### ポテトチップス
- 山本リンダ（発売当時）
- 三田寛子
- 藤谷美和子[22]
- 木ノ葉のこ
- 本田美奈子
- 宮沢りえ
- 鶴田真由
- 加藤紀子
- 国仲涼子
- 大橋のぞみ
- 蒼井優
- タイガーマスク (4代目)
- ジャルジャル
- 剛力彩芽
- 三又又三
- 林田茶愛美

### かっぱえびせん
- 清水由貴子
- クロード・チアリ
- 小林綾子
- 明石家さんま
- ジミー大西
- 竹野内豊
- 矢沢永吉

### じゃがりこ
- 白石美帆
- 平山あや
- 戸田恵梨香
- 川口春奈

### じゃがビー
- ヨンア
- ベッキー
- 香里奈
- 相葉雅紀

### おさつスナック
- 目黒ひとみ
- 酒井ゆきえ
- 森昌子
- 牧口昌代

### 焼きもろこし
- 蛭子能収
- 長塚京三
- 花島優子
- あがた森魚
- 青田典子

### フルグラ
- 福原遥

### その他
- 志垣太郎（ポテトチップス七味のマヨネーズ）
- 君嶋麻耶（堅あげポテト）
- 大政絢（堅あげポテト）
- 二瓶正也（サッポロポテトバーベQ味）
- 鳥越まり（ルイジアナ）
- 濱田マリ（ポテトチップス ジャングル）
- ラッキィ池田（青のりえびせん）
- 高田里穂（ア・ラ・ポテト）
- ブラックマヨネーズ（うま辛ポテト ヒ〜ハー!!）
- 相葉雅紀（フルグラ ポテトチップスクリスプ）
- 上野樹里（夏ポテト）
- 瑛太（現・永山瑛太）（夏ポテト）
- 戸次重幸（カップえび辛）

## 関連子会社
- ジャパンフリトレー株式会社
- カルビーポテト株式会社
- ヘテカルビー　韓国の製菓会社ヘテとの合弁会社
- カルビーノースアメリカ
- カルビータナワット
- カルビーイベリア（2017年解散）

## 関連資料

### DVD
- プロフェッショナル 仕事の流儀 経営者・松本晃の仕事 まっすぐ稼げ!飽くなき野心（2018年9月21日、NHKエンタープライズ）ASIN B07F34BK2W